# Кевін Гассетт
Кевін Аллен Гассетт (англ. Kevin Allen Hassett; нар. 20 березня 1962, Грінфілд, Массачусетс) — американський економіст, голова Ради економічних консультантів з 2017 до 2019 року. Він був головним економічним радником кандидата в президенти Джона Маккейна (2000) і економічним радником виборчих кампаній Джорджа Буша (2004) і Маккейна (2008). Був одним із економічних радників Мітта Ромні у 2012.

## Життєпис
Закінчив Свортмор-коледж і Пенсильванський університет. З 1989 до 1993 — доцент економіки, з 1993 до 1994 — ад'юнкт-професор в Бізнес-школі Колумбійського університету. З 1992 до 1997 Хассетт працював економістом у відділі досліджень і статистики в Раді керівників Федеральної резервної системи. Консультант із питань політики в Міністерстві фінансів Сполучених Штатів під час адміністрацій президентів Буша-старшого і Клінтона.
У 1997 році приєднався до Американському інституту підприємництва.
Співавтор (разом з журналістом Дж. Глассманом) книги «Dow 36 000: The New Strategy for Profiting From the Coming Rise in the Stock Market» («Доу 36 000: нова стратегія заробітку на майбутньому зростанні фондового ринку», 1999). Книга присвячена доказу того, що у 1998—1999 роках після декількох років зростання акції все ще були недооцінені.
Експерт у галузі податків. Вважає, що приплив мігрантів в країну позитивно відбивається на стані економіки.